# Микеланђелова бележница
Микеланђелова бележница (енгл. Michelangelo's Notebook) је роман писца и историчара Пола Кристофера. Први је у низу од четири романа који прате авантуре Фине Рајан. Књига је премијерно објављена 7. јуна 2005. године од стране америчке издавачке куће Оникс.

## Радња
За време студија историје уметности на универзитету у Њујорку, лепа и паметна Фин Рајан долази до запањујућег открића Микеланђеловог цртежа једног дисекцираног леша, за који се претпоставља да потиче из готово митске бележнице овог уметника. Међутим, неко проваљује у њен стан, убија јој момка и краде дигиталне снимке цртежа које је начинила. Фин покушава да побегне како би преживела и одлази на адресу коју јој је мајка дала за ванредне случајеве, где налази загонетног трговца антикварним књигама, Мајкла Валентајна. Заједно започињу очајничку јурњаву кроз град и кроз странице саме историје како би разоткрили тајну из времена последњих дана XX светског рата, тајну која лежи у мрачном и сложеном срцу Ватикана.